# Geldillusie
De geldillusie is de neiging om over geld te denken in nominale termen (geldbedragen) en niet in reële termen (koopkracht): men houdt dan geen rekening met inflatie. Het vertonen van de geldillusie is in tegenspraak met de rationaliteit die in de economische theorie aan alle actoren wordt toegekend, en om die reden onderwerp van onderzoek.